# Котенко Іван Петрович
Іва́н Петро́вич Коте́нко (* 28 квітня 1985, Бородянка, Київська область, УРСР) — український футболіст, півзахисник. Має досвід виступів за юнацькі збірні команди України різних вікових категорій.

## Клубна кар'єра
Вихованець дитячих команд клубів Київської області «Княжа» з Щасливого та ФК «Обухів». На дорослому рівні дебютував 2001 року у складі бориспільської команди «Борисфен-2», що виступала у другій лізі чемпіонату України.
2002 року перейшов до дніпропетровського «Дніпра», протягом 2002—2004 років виступав у складі другої команди клубу. З 2004 року почав залучтися до матчів команди дублерів клубу, а 16 червня 2005 року дебютував у складі головної команди «Дніпра» в матчах вищої ліги чемпіонату України грою проти харківського «Металіста» (перемога 2:0). В сезоні 2005-06 провів ще 14 ігор у складі головної команди клубу, відзначився забитим голом.
Наприкінці 2006 року був виставлений на трансфер, однак залишив команду лише на умовах оренди, перейшовши до криворізького «Кривбаса». Згодом, протягом 2007—2008, також як орендований гравець захищав кольори клубу «Нафтовик-Укрнафта» та ФК «Львів», однак жоден з цих клубів не виявив зацікавленості у продовжені співпраці з гравцем.
Першу половину сезону 2009-10 відіграв за першоліговий ПФК «Олександрія». На початку 2010 року приєднався до київської «Оболоні», яку саме полишила ціла низка ключових гравців основного складу. Спочатку регулярно виходив на поле в основному складі команди, згодом почав використовуватися в ротації складу.

## Виступи за збірні
Викликався до складу юнацьких збірних України. 2000 року провів дві гри у складі збірної юнаків віком до 16 років. Протягом 2001—2002 років 9 разів виходив на поле в офіційних матчах збірної 17-річних.
2004 року був включений до складу збірної U-19 для участі у чемпіонаті Європі серед 19-річних, однак в матчах турніру на поле не виходив.